# Anicla bartholemica
Anicla bartholemica là một loài bướm đêm trong họ Noctuidae.